# Punicaceae
Famille
Classification APG II (2003)
Classification APG III (2009)
Les Punicaceae (ou Punicacées en français) sont une famille de plantes à fleurs dicotylédones de l'ordre des Myrtales. Selon Watson & Dallwitz, elle comprend deux espèces d'un seul genre : Punica
Dans le cadre de la classification phylogénétique, le genre Punica fait maintenant partie de la famille des Lythraceae.